# Martin Patrick Durkin
Martin Patrick Durkin (18 de marzo de 1894 en Chicago, Estados Unidos; 18 de enero de 1955 en Washington D. C., Estados Unidos) fue un político estadounidense perteneciente al Partido Demócrata. Del 21 de enero de 1953 al 10 de septiembre del mismo año se convirtió en el séptimo Secretario de Trabajo de los Estados Unidos con el gobierno republicano de Dwight D. Eisenhower.

## Reseña biográfica
Martin Patrick Durkin combatió en la Primera Guerra Mundial.

## Vida personal
En 1921 contrajo matrimonio con Anna H. McNicholas, con la que tuvo tres hijos.